# Rogier van Beaumont

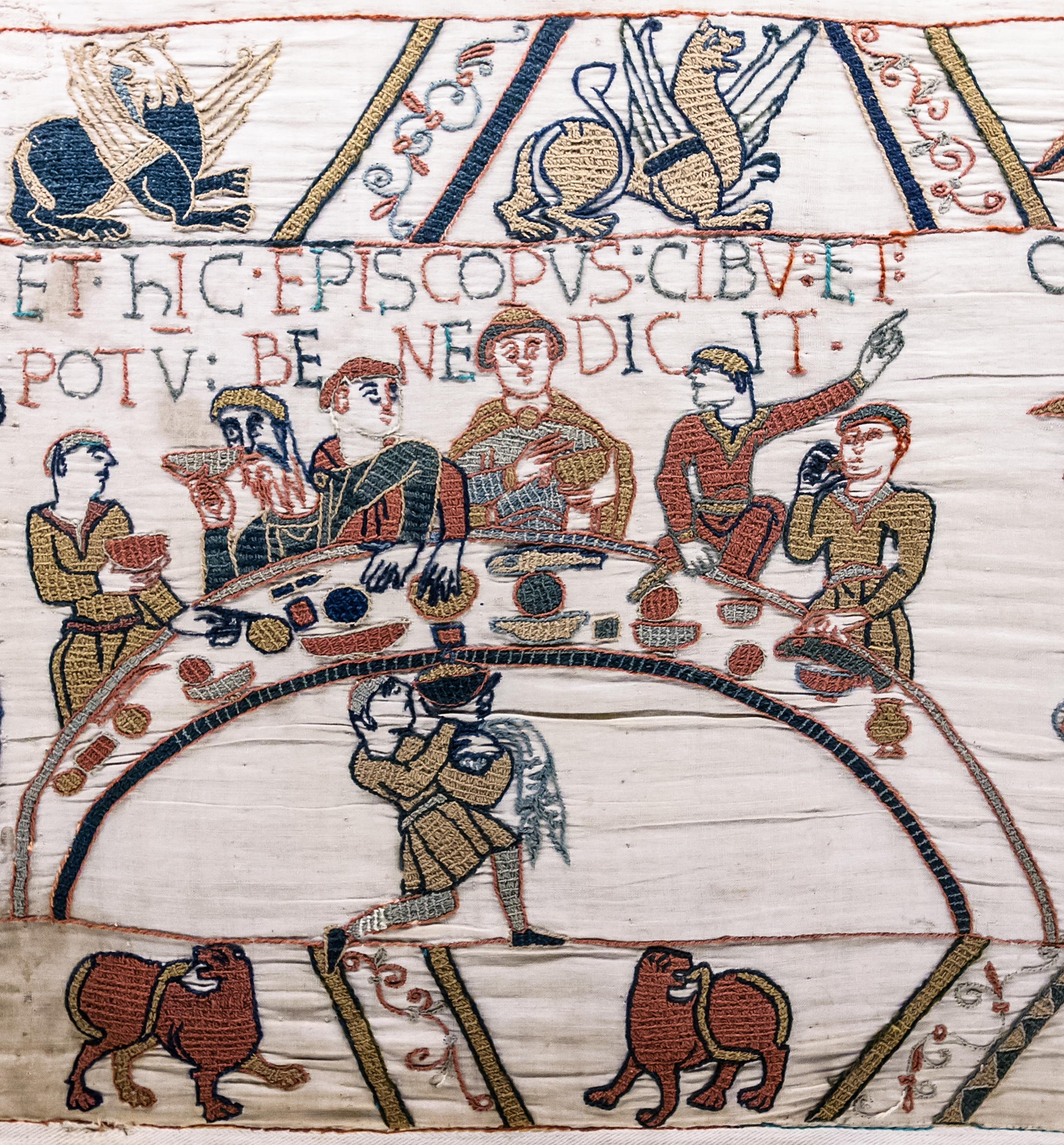
Detail uit het Tapijt van Bayeux waarop Rogier van Beaumont mogelijk te zien is aan de tafel (tweede van links).

Rogier van Beaumont (? - 1094) was een Normandisch edelman en heer van Beaumont, Vieilles, Pont-Audemer en Beaumontel. Hij werd geboren voor 1035 als zoon van Humphrey de Vieilles en Aubrée de la Haie en had minstens twee broers, Robert en Willem. Hij huwde tussen 1045 en 1046 met Adela van Meulan waarmee hij minstens drie zonen en één dochter kreeg. Hij wordt voor het eerst vermeld in een schenkingsoorkonde uit 1035. Hij was een van de belangrijkste adviseurs van hertog Willem van Normandië en bezat na de Normandische verovering ook gebieden in Engeland. Rond 1090 trad hij in in het klooster van Saint-Pierre in Préaux waar hij vier later overleed.

## Carrière
De geboortedatum van Rogier van Beaumont is niet gekend, maar het was voor 1035, aangezien hij dan wordt vermeld onder Humfridus [...] cum filiis suis Rogerio, Roberto, Willelmo als getuige bij de schenking van de villa van Turstini aan de abdij van Préaux. Tussen 1035 en ca. 1047-1054, toen hij in het bezit kwam van zijn erfenis door het overlijden van zijn vader, Humphrey, was hij betrokken bij de burgeroorlog die in Normandië. Deze oorlog begon na de dood van hertog Robert I van Normandië, die werd opgevolgd door zijn minderjarige bastdaardzoon Willem, de latere Willem de Veroveraar. Tijdens dit conflict probeerde een groot deel van de Normandische aristocratie zijn gebied uit te breiden, zo ook in de omgeving van Humphrey de Vieilles. Roger van Tosny en Robert I van Grandmesnil vielen Vieilles binnen, maar werden volgens Ordericus Vitalis verslagen door de zoon van Humphrey de Vieilles, Rogier van Beaumont, die Rogier van Tosny doodde. Rond 1045 overleed zijn moeder, Aubrée, en tussen 1044 en 1054 overleed zijn vader waardoor hij in het bezit kwam van zijn erfenis. In deze periode bouwde hij of zijn vader ook een kasteel in Beaumont-le-Roger dat hierdoor het nabijgelegen Vieilles verving als bestuurscentrum voor de bezittingen van de Beaumonts.
Kort na de dood van zijn moeder huwde Rogier met Adela van Meulan, de zus van graaf Hugo van Meulan. Het huwelijk vond waarschijnlijk plaats tussen 1045 en 1046 en zou minstens drie zonen, Robert van Beaumont (ca. 1046-1048), Henry van Beaumont (ca. 1048) en Willem en één dochter, Aubrée van Beaumont, voortbrengen. Adela van Meulan wordt vaak genoemd als de erfgename van het graafschap Meulan, dat dan werd doorgegeven aan haar zoon Robert, maar onderzoek heeft uitgewezen dat Robert dit graafschap rechtstreeks ontving van zijn oom, waardoor zijn moeder het nooit bezat en zijn vader het nooit had beheerd.
Rogier werd een belangrijke vertrouweling van hertog Willem, zeker na het einde van de burgeroorlog. Toen Willem in 1066 zijn expeditie naar Engeland uitrustte benoemde hij hem tot hoofd van de groep edelen die optrad als regent voor hertogin Mathilde. Volgens een anonieme kroniekschrijver zou hij ook 60 schepen hebben bijgedragen tot de invasie. Ook zijn zoon, Robert streed namens zijn vader mee met Willem en zou zich onder meer tijdens de slag bij Hastings onderscheiden. Na de Conquest bezat hij een aantal domeinen in Engeland, maar hij behoorde niet tot de grootste begunstigden van Willem.
Rogier bleef wel een belangrijke steun van Willem, onder meer tijdens de opstand van zijn zoon Robert Curthose in Normandië (ca. 1079) of de Franse inval in de Vexin in 1077. Roger was ook de voogd van een van de dochters van Willem, Adela en bewaker van graaf (earl) Morcar van Northumbria na diens rebellie in 1071. Na 1079 lijkt hij evenwel het initiatief meer aan zijn zonen gelaten te hebben en zich langzaam te hebben teruggetrokken uit het politieke leven in Normandië. In 1087 kwam hij nogmaals op de voorgrond om zijn zoon, Robert, uit de gevangenis van Robert Curthose te halen. Curthose had hem gevangengenomen omdat Robert hem had bedreigd om het kasteleinschap van Ivry terug te krijgen, dat Robert was beloofd maar waar Curthose op was teruggekomen. Het conflict werd opgelost na bemiddeling van Rogier en Ivry werd geruild met Brionne.
Dit was een van de laatste wapenfeiten van Rogier, die in 1090 intrad in het klooster van Saint-Pierre de Préaux, waar hij vier jaar later zou overlijden en begraven worden.